# Portoryko na Letnich Igrzyskach Olimpijskich 1996
Portoryko na Letnich Igrzyskach Olimpijskich 1996 reprezentowało 69 zawodników: 47 mężczyzn i 22 kobiety. Był to 13 start reprezentacji Portoryko na letnich igrzyskach olimpijskich.

## Zdobyte medale
| Medal | Zawodnik      | Dyscyplina | Konkurencja                       | Rezultat                                            |
| ----- | ------------- | ---------- | --------------------------------- | --------------------------------------------------- |
| Brąz  | Daniel Santos | Boks       | waga półśrednia do 67 kg mężczyzn | w półfinale przegrał z Rosjaniniem Olegiem Saitowem |

## Skład kadry

### Boks
Mężczyźni
- Omar Adorno waga musza do 51 kg - 17. miejsce,
- José Cotto waga kogucia do 54 kg - 17. miejsce,
- Luís Seda waga piórkowa do 57 kg - 17. miejsce,
- Luis Pérez waga lekkopółśrednia do 63,5 kg - 17. miejsce,
- Daniel Santos waga półśrednia do 67 kg - 3. miejsce,
- José Luis Quiñones waga lekkośrednia do 71 kg - 17. miejsce,
- Enrique Flores waga półciężka do 81 kg - 5. miejsce,

### Gimnastyka
Kobiety
- Eileen Díaz
  - wielobój indywidualnie - 73. miejsce,
  - ćwiczenia wolne - 90. miejsce,
  - skok przez konia - 91. miejsce,
  - ćwiczenia na poręczach - 73. miejsce,
  - ćwiczenia na równoważni - 83. miejsce,

Mężczyźni
- Diego Lizardi
  - wielobój indywidualnie - 67. miejsce,
  - ćwiczenia na wolne - 67. miejsce,
  - skok przez konia - 51. miejsce,
  - ćwiczenia na poręczach - 93. miejsce,
  - ćwiczenia na drążku - 89. miejsce,
  - ćwiczenia na kółkach - 88. miejsce,
  - ćwiczenia na koniu z łękami - 93. miejsce,

### Jeździectwo
- Alexander Earle - skoki przez przeszkody indywidualnie - nie ukończył konkurencji (dyskwalifikacja),

### Judo
Mężczyźni
- Melvin Méndez - waga do 60 kg - 13. miejsce,
- José Pérez - waga do 65 kg - 34. miejsce,
- Francisco Rodríguez - waga do 71 kg - 21. miejsce,
- José Figueroa - waga do 78 kg - 21. miejsce

### Kolarstwo torowe
Mężczyźni
- Juan Merheb - wyścig punktowy - nie ukończył wyścigu,

### Koszykówka
Mężczyźni
- José Rafael Ortíz, Joël Curbelo, Pablo Alicea, Richard Soto, Jerome Mincy, Eddie Rivera, Carmelo Travieso, Juan Ramón Rivas, Edgar Padilla, Eugenio Soto, Daniel Santiago, Georgie Torres - 10. miejsce,

### Lekkoatletyka
Kobiety
- Myra Mayberry-Wilkinson
  - bieg na 100 m - odpadła w ćwierćfinale,
  - bieg na 200 m - odpadła w ćwierćfinale,

Mężczyźni
- Maximo Oliveras - maraton - 106. miejsce,
- Miguel Soto - bieg na 110 m przez płotki - odpadł w eliminacjach,
- Domingo Cordero - bieg na 400 m przez płotki - odpadł w eliminacjach,
- Edgardo Díaz - skok o tyczce - 28. miejsce,

### Łucznictwo
Kobiety
- María Reyes - indywidualnie - 64. miejsce,

### Pływanie
Kobiety'
- Sonia Álvarez
  - 200 m stylem motylkowym - 34. miejsce,
  - 200 m stylem zmiennym - 37. miejsce,

Mężczyźni
- Ricardo Busquets
  - 50 m stylem dowolnym - 8. miejsce,
  - 100 m stylem dowolnym - 7. miejsce,
  - 100 m stylem motylkowym - 12. miejsce,
- Ricardo Busquets, Eduardo González, José González, Arsenio López - sztafeta 4 x 100 m stylem dowolnym - 16. miejsce,
- Todd Torres
  - 100 m stylem grzbietowym - 21, miejsce,
  - 200 m stylem grzbietowym - 31. miejsce,
- Arsenio López
  - 200 m stylem zmiennym - 27. miejsce,
  - 400 m stylem zmiennym - 25. miejsce,
- Carlos Bodega, Ricardo Busquets, José González, Todd Torres - sztafeta 4 x 100 m stylem zmiennym - 19. miejsce,

### Podnoszenie ciężarów
Mężczyźni
- César Rodríguez - waga do 59 kg - 13. miejsce,

### Skoki do wody
Kobiety
- Vivian Alberty - trampolina 3 m - 27. miejsce,

Mężczyźni
- Ramon Sandin - trampolina 3 m - 29. miejsce,

### Softball
Kobiety
- Lourdes Báez, Sheree Corniel, Ivelisse Echevarría, María Gónzalez, Elba Lebrón, Lisa Martínez, Aida Miranda, Lisa Mize, Jacqueline Ortíz, Janice Parks, Penelope Rosario, Sandra Rosario, Myriam Segarra, Eve Soto, Clara Vázquez - 8. miejsce

### Strzelectwo
Mężczyźni
- Ralph Rodríguez - karabin małokalibrowy leżąc 50 m - 47. miejsce,
- José Artecona
  - trap - 49. miejsce,
  - podwójny trap - 33. miejsce,

### Szermierka
Kobiety
- Mitch Escanellas - szpada indywidualnie - 47. miejsce,

### Zapasy
Mężczyźni
- Marco Sánchez - styl klasyczny waga do 62 kg - 15. miejsce,
- Anibál Nieves - styl wolny waga do 62 kg - 16. miejsce,
- Orlando Rosa - styl wolny waga do 82 kg - 17. miejsce,
- José Betancourt - styl wolny waga do 90 kg - 20. miejsce,
- Daniel Sánchez - styl wolny waga do 100 kg - 16. miejsce,

### Żeglarstwo
- Matt Anderson - windsurfing mężczyzn - 35. miejsce,
- Manuel Méndez - klasa Finn - 30. miejsce,
- Lucia Martínez - windsurfing kobiet - 19. miejsce,